# Conopeum tubigerum
Conopeum tubigerum är en mossdjursart som beskrevs av Osburn 1940. Conopeum tubigerum ingår i släktet Conopeum och familjen Membraniporidae. Inga underarter finns listade i Catalogue of Life.